# Dmitrij Sjevtjenko (friidrottare)
Dmitrij Igorjevitj Sjevtjenko (ryska: Дмигрий Игорьевич Шевченко, född den 13 maj 1968 i Taganrog, är en rysk före detta friidrottare som tävlade i diskuskastning.
Sjevtjenkos främsta merit hans silvermedalj vid VM 1993 i Stuttgart med ett kast på 66,90. Han blev fyra vid VM 2001 i Edmonton, åtta vid VM i Göteborg 1995 och tia vid VM i Paris 2003. 
Han var i två olympiska finaler. Bäst gick det vid Olympiska sommarspelen 1992 då han slutade åtta. Dessutom blev han silvermedaljör vid EM 1994 i Helsingfors.
Åren 1996–1997 var han avstängd för dopning.

## Personliga rekord
- Diskuskastning - 70,54 meter